# أليونا سوتنيكوفا
أليونا سوتنيكوفا (بالأوكرانية: Сотникова Альона Ігорівна)‏ مواليد 5 مايو 1992 في خاركيف، هي لاعبة كرة مضرب أوكرانية. أعلى تصنيف لها في تصنيف رابطة محترفات كرة المضرب في الفردي كان المركز الـ 363 في سنة 2013.

## روابط خارجية
- أليونا سوتنيكوفا على موقع رابطة محترفات التنس (الإنجليزية)
- أليونا سوتنيكوفا على موقع الاتحاد الدولي لكرة المضرب (الإنجليزية)
- أليونا سوتنيكوفا على موقع خلاصة التنس.كوم (الإنجليزية)
- أليونا سوتنيكوفا على موقع إي إس بي إن.كوم (الإنجليزية)